# Sunifredo de Barcelona
Sunifredo de Barcelona (835 - 890) foi um nobre da Idade Média francesa com origem na Dinastia carolíngia. Foi abade no Mosteiro de Santa Maria de Arles.

## Relações familiares
Foi filho de Sunifredo de Narbona (805 - 849, nobre medieval francês com origem na Dinastia carolíngia, e que foi conde de Barcelona, Gerona e Osona entre 844 e 848, conde de Urgel, de Besalu, e da Cerdanha entre 834 e 848, tendo tido também os condados de Narbona, Beziers, Nîmes, Agde e Lodève. Apesar de não ter casado foi pai de:
1. Vifredo (c. 870 -?), vigário em Cabra e Mediona[2]
2. Sendredo de Castelvell
3. Guinilda de Barcelona casada com Vifredo I de Barcelona